# Dacus pullescens
Dacus pullescens är en tvåvingeart som beskrevs av Munro 1948. Dacus pullescens ingår i släktet Dacus och familjen borrflugor. Inga underarter finns listade i Catalogue of Life.